# Liste der Bodendenkmale in Sankt Peter-Ording
In der Liste der Bodendenkmale in Sankt Peter-Ording sind die Bodendenkmale der Gemeinde Sankt Peter-Ording nach dem Stand der Bodendenkmalliste des Archäologischen Landesamts Schleswig-Holstein von 2016 aufgelistet. Die Baudenkmale sind in der Liste der Kulturdenkmale in Sankt Peter-Ording aufgeführt.
| Denkmal-ID           | Befundart         | Bezeichnung                                | Zeitstellung    | Lage | Bemerkungen    | Bild |
| -------------------- | ----------------- | ------------------------------------------ | --------------- | ---- | -------------- | ---- |
| aKD-ALSH-Nr. 001 558 | Versammlungsplatz | Versammlungsplatz „Freiberg“, „Düwelsbarg“ | Frühmittelalter |      | Gerichtsstätte |      |